# Aljaksandra Sasnowitsch
Aljaksandra Aljaksandrauna Sasnowitsch (belarussisch Аляксандра Аляксандраўна Сасновіч; englische Schreibweise Aliaksandra Sasnovich; * 22. März 1994 in Minsk) ist eine belarussische Tennisspielerin.

## Karriere
Sasnowitsch, die im Alter von neun Jahren unter der Anleitung ihres Vaters mit dem Tennisspielen begann, gewann bislang elf Einzel- und sieben Doppeltitel auf dem ITF Women’s Circuit. Als Juniorin war sie vor allem im Doppel erfolgreich. 2011 und 2012 gewann sie an der Seite ihrer Landsfrau Ilona Kramen jeweils den Doppeltitel bei den Tenniseuropameisterschaften der Junioren.
Bereits 2010 gab sie ihren Einstand auf dem ITF Women’s Circuit und errang im Jahr darauf ihren ersten Profititel. Nach drei weiteren Turniersiegen auf der ITF Tour Anfang 2013, debütierte Sasnowitsch in Brüssel erstmals in der Qualifikationsrunde eines WTA-Turniers, wo sie jedoch in der Abschlussrunde scheiterte. Ende des Jahres kamen Sasnowitschs erste größere Erfolge mit dem Sieg beim ITF-Turnier der $100.000-Kategorie in Poitiers sowie dem Gewinn eines weiteren Turniers der $50.000-Kategorie in der darauffolgenden Woche.
Aufgrund ihrer verbesserten Weltranglistenposition konnte Sasnowitsch zum Beginn der Saison 2014 bei den Australian Open zum ersten Mal in der Qualifikation zu einem Grand-Slam-Turnier an den Start gehen, verlor aber in der Auftaktrunde. Bei den US Open im selben Jahr gelang ihr dann der erstmalige Sprung ins Hauptfeld. In der ersten Runde bezwang sie anschließend Anna Karolína Schmiedlová, ehe sie der späteren Finalistin Caroline Wozniacki klar in zwei Sätzen unterlag. Die Saison beendete Sasnowitsch im Anschluss erstmals unter den besten 100 der Weltrangliste. 2015 erreichte sie beim Hartplatzturnier in Seoul aus der Qualifikation heraus ihr erstes Endspiel auf der WTA Tour, war dort jedoch gegen Irina-Camelia Begu chancenlos. 2016 konnte sie mit Karolína Plíšková in der zweiten Runde der Toray Pan Pacific Open ihren ersten Erfolg gegen eine Spielerin aus den Top 10 der Weltrangliste erzielen.
Anfang 2018 gelang Sasnowitsch, die in den zwei Saisons zuvor zumeist schon in der Qualifikation zu größeren WTA-Turnieren ausschied, der internationale Durchbruch, als sie in Brisbane aus der Qualifikation kommend bis ins Finale vorstieß, in dem sie sich Elina Switolina geschlagen geben musste. Bei den anschließenden Australian Open zog sie zum ersten Mal in die dritte Runde eines Grand-Slam-Turniers ein, ebenso bei den US Open. In Wimbledon rückte sie nach einem Erstrundenerfolg gegen Petra Kvitová, ihrem zweiten Sieg überhaupt über eine Top-10-Spielerin, in der ersten Runde bis ins Achtelfinale vor. Nach dem Einzug ins Viertelfinale des Moskauer Kremlin Cup, schloss sie das Jahr auf Position 30, ihrer bis dahin besten Weltranglistenplatzierung, ab.
Ihre gute Form brachte Sasnowitsch über die Winterpause und errang zum Beginn der Saison 2019 in Brisbane nach einem Erfolg über Elina Switolina das Viertelfinale, in Sydney noch einmal ein Halbfinale sowie erneut die dritte Runde bei den Australian Open. Darauf folgten jedoch bis zum Saisonabschluss insgesamt zwölf Erstrundenniederlagen im Einzel, sodass Sasnowitsch in der Weltrangliste aus den besten 50 der Welt herausfiel. Im Doppel hingegen konnte sie bei den US Open zusammen mit Viktória Kužmová ihren bis dahin größten Karriereerfolg feiern. Die beiden kamen als ungesetzte Paarung bis ins Halbfinale, in dem sie Ashleigh Barty und Wiktoryja Asaranka unterlagen. Zum Abschluss des Jahres stand sie in Limoges bei einem Hallenturnier der WTA Challenger Series noch einmal in einem Endspiel, verlor aber deutlich gegen Jekaterina Alexandrowa.
Zum Beginn des Jahres nicht mehr in den Top 100 der Tennisweltrangliste geführt, gelang Sasnowitsch 2020 nach der coronabedingten Saisonunterbrechung mit dem Erreichen der dritten Runde bei den US Open der Wiedereinzug unter die besten 100 der Welt. Bei den French Open kam sie zusammen mit Marta Kostjuk im Doppel bis ins Viertelfinale, in dem sie an den späteren Siegerinnen Tímea Babos und Kristina Mladenovic scheiterten. Die Saison 2021 begann für Sasnowitsch mit wechselhaften Ergebnissen in der ersten Jahreshälfte. In Wimbledon profitierte sie dann von der verletzungsbedingten Aufgabe Serena Williams’ bei ihrer Auftaktbegegnung und zog zum zweiten Mal in ihrer Karriere in die dritte Runde ein. Im Doppel kam sie beim Premier 5-Turnier in Cincinnati an der Seite von Anna Blinkowa bis ins Halbfinale, wo sie von den späteren Siegerinnen Zhang Shuai und Samantha Stosur gestoppt wurden. Das beste Saisonresultat gelang Sasnowitsch im Anschluss bei dem an das Jahresende verlegten Premier Mandatory-Turnier von Indian Wells mit dem Erreichen des Achtelfinals nach Siegen über die amtierende US Open-Siegerin Emma Raducanu sowie die frühere Weltranglistenerste Simona Halep.
Anfang 2022 rückte Sasnowitsch bei ihrem ersten Saisonauftritt in Melbourne aus der Qualifikation bis in ihr drittes WTA-Finale vor, musste sich dort aber Amanda Anisimova geschlagen geben.
Im April 2012 trat Sasnowitsch bei der 1:4-Playoff-Niederlage gegen die Schweiz erstmals für Belarus im Fed Cup an. Sie gehörte zum Team, das 2017 zum ersten Mal in der Geschichte des Landes das Finale des Wettbewerbs bestritt. Im Endspiel gegen die USA vor heimischer Kulisse verlor Sasnowitsch zunächst gegen Coco Vandeweghe, errang aber bei ihrem zweiten Auftritt einen Sieg über Sloane Stephens. Im entscheidenden Doppel musste sie sich aber an der Seite von Aryna Sabalenka den Amerikanerinnen Coco Vandeweghe und Shelby Rogers geschlagen geben. Bisher bestritt Sasnowitsch für ihr Land 41 Begegnungen im Einzel und Doppel, von denen sie 25 gewinnen konnte (Einzelbilanz 17:13).

## Turniersiege

### Einzel
| Nr. | Datum             | Turnier          | Kategorie    | Belag             | Finalgegnerin       | Ergebnis      |
| --- | ----------------- | ---------------- | ------------ | ----------------- | ------------------- | ------------- |
| 1.  | 15. Oktober 2011  | Cagliari         | ITF $10.000  | Sand              | Anne Schäfer        | 6:4, 6:3      |
| 2.  | 13. April 2012    | Pomezia          | ITF $10.000  | Sand              | Raluca Olaru        | 0:6, 6:1, 6:1 |
| 3.  | 1. September 2012 | Sankt Petersburg | ITF $10.000  | Sand              | Polina Vinogradowa  | 1:6, 6:3, 6:0 |
| 4.  | 10. November 2012 | Minsk            | ITF $25.000  | Hartplatz (Halle) | Ljudmyla Kitschenok | 6:0, 7:64     |
| 5.  | 9. März 2013      | Netanja          | ITF $10.000  | Hartplatz         | Amandine Hesse      | 6:2, 7:5      |
| 6.  | 16. März 2013     | Netanja          | ITF $10.000  | Hartplatz         | Polina Vinogradowa  | 6:3, 3:6, 6:4 |
| 7.  | 30. März 2013     | Tallinn          | ITF $25.000  | Hartplatz (Halle) | Nadija Kitschenok   | 6:3, 7:63     |
| 8.  | 27. Oktober 2013  | Poitiers         | ITF $100.000 | Hartplatz (Halle) | Sofia Arvidsson     | 6:1, 5:7, 6:4 |
| 9.  | 3. November 2013  | Nantes           | ITF $50.000  | Hartplatz (Halle) | Magda Linette       | 6:1, 6:2      |
| 10. | 23. Februar 2014  | Moskau           | ITF $25.000  | Hartplatz (Halle) | Anett Kontaveit     | 6:3, 6:2      |
| 11. | 6. Juni 2014      | Brescia          | ITF $25.000  | Sand              | Renata Voráčová     | 6:4, 6:1      |

### Doppel
| Nr. | Datum             | Turnier          | Kategorie   | Belag             | Partnerin               | Finalgegnerinnen                        | Ergebnis          |
| --- | ----------------- | ---------------- | ----------- | ----------------- | ----------------------- | --------------------------------------- | ----------------- |
| 1.  | 25. Februar 2012  | Tallinn          | ITF $10.000 | Hartplatz (Halle) | Lou Brouleau            | Olga Kalyuzhnaya Jaimy-Gayle van de Wal | 6:3, 6:2          |
| 2.  | 9. November 2012  | Minsk            | ITF $25.000 | Hartplatz (Halle) | Kazjaryna Dsehalewitsch | Ljudmyla Kitschenok Nadija Kitschenok   | 1:6, 6:2, [10:3]  |
| 3.  | 8. März 2013      | Netanja          | ITF $10.000 | Hartplatz         | Polina Leikina          | Natela Dzalamidze Aminat Kuschchowa     | 2:6, 7:64, [10:8] |
| 4.  | 15. März 2013     | Netanja          | ITF $10.000 | Hartplatz         | Polina Monowa           | Lu Jia Xiang Lu Jiajing                 | 6:1, 6:2          |
| 5.  | 27. April 2013    | Chiasso          | ITF $25.000 | Sand              | Diāna Marcinkēviča      | Nicole Clerico Giulia Gatto-Monticone   | 6:72, 6:4, [10:7] |
| 6.  | 15. November 2013 | Minsk            | ITF $25.000 | Hartplatz (Halle) | Ilona Kremen            | Anna Danilina Olga Doroschina           | 7:63, 6:0         |
| 7.  | 28. Februar 2015  | Sankt Petersburg | ITF $50.000 | Hartplatz (Halle) | Viktorija Golubic       | Stéphanie Foretz Ana Vrljić             | 6:4, 7:5          |

## Abschneiden bei Grand-Slam-Turnieren

### Einzel
| Turnier         | 2014 | 2015 | 2016 | 2017 | 2018 | 2019 | 2020 | 2021 | 2022 | 2023 | 2024 | 2025 | Karriere |
| --------------- | ---- | ---- | ---- | ---- | ---- | ---- | ---- | ---- | ---- | ---- | ---- | ---- | -------- |
| Australian Open | Q1   | Q1   | 2    | 1    | 3    | 3    | 1    | 1    | 1    | 2    | 1    | Q1   | 3        |
| French Open     | Q1   | Q1   | 1    | 2    | 2    | 1    | 2    | 2    | AF   | 1    | Q2   | Q2   | AF       |
| Wimbledon       | Q2   | 2    | 2    | 1    | AF   | 1    |      | 3    | —    | 2    | Q2   | 2    | AF       |
| US Open         | 2    | 1    | 1    | 2    | 3    | 2    | 3    | 1    | 2    | 1    | 1    |      | 3        |

Zeichenerklärung: S = Turniersieg; F, HF, VF, AF = Einzug ins Finale / Halbfinale / Viertelfinale / Achtelfinale; 1, 2, 3 = Ausscheiden in der 1. / 2. / 3. Hauptrunde; Q1, Q2, Q3 = Ausscheiden in der 1. / 2. / 3. Qualifikationsrunde; nicht ausgetragen

### Doppel
| Turnier         | 2018 | 2019 | 2020 | 2021 | 2022 | 2023 | 2024 | Karriere |
| --------------- | ---- | ---- | ---- | ---- | ---- | ---- | ---- | -------- |
| Australian Open | —    | AF   | AF   | 1    | 1    | AF   | 2    | AF       |
| French Open     | AF   | 1    | VF   | 1    | 1    | —    | 1    | VF       |
| Wimbledon       | 1    | 2    |      | 1    | —    | 1    | —    | 2        |
| US Open         | 1    | HF   | 1    | 1    | 2    | 1    | 2    | HF       |